# Villes-sur-Auzon
Villes-sur-Auzon é uma comuna francesa na região administrativa da Provença-Alpes-Costa Azul, no departamento de Vaucluse. Estende-se por uma área de 27,08 km². Em 2010 a comuna tinha 1 316 habitantes (densidade: 48,6 hab./km²).